# Jean-Baptiste Treilhard
Jean-Baptiste Treilhard, né le 3 janvier 1742 à Brive-la-Gaillarde (généralité de Limoges, actuel département de la Corrèze), mort le 1er décembre 1810 à Paris, est un juriste, un haut-fonctionnaire et un homme politique de la Révolution française, du Consulat et du Premier Empire. 
Avocat sous l'Ancien Régime, il est élu entre 1789 et 1796 député aux États-généraux, à la Convention nationale, où il est élu membre du Comité de Salut public, et au Conseil des Cinq-Cents. Entre 1798 et 1799, il est directeur. 
Sous le Consulat, Treilhard est vice-président puis président de la cour d'appel de la Seine. Sous le Premier Empire, il est élevé aux dignités d'officier de la Légion d'honneur, de comte d'Empire et de ministre d’État.
À sa mort, il est inhumé au Panthéon. 

## Biographie

### Avant la Révolution
Le père de Jean-Baptiste Treilhard, Jean-François Treilhard, seigneur de Jayac et de La Chapelle, était avocat au parlement et au Présidial de Brive, juge de l'abbaye d'Obazine, fermier et administrateur des terres du duché de Ventadour, premier consul de Brive en 1740, et maire perpétuel de la ville en 1769.
Élève du collège des doctrinaires à Brive, Jean-Baptiste reçut un enseignement conciliant les exigences de la science et de la foi.
Après des études de droit, Jean-Baptiste Treilhard devient, en 1761, avocat au Parlement de Paris. Protégé de Turgot, futur contrôleur des Finances de Louis XVI, il est engagé pour s'occuper des affaires judiciaires de la Maison de Condé, branche cadette de la famille royale.

### Parcours politique

#### Mandat à la Constituante
En 1789, Jean-Baptiste Treilhard est élu représentant du tiers-état de la ville de Paris, le dixième sur vingt, aux États-généraux.  
Il participe aux institutions de l'Assemblée nationale constituante. Membre du Comité des affaires ecclésiastiques, il prononce, le 23 septembre 1789, un rapport sur les dîmes et, le 18 décembre, un rapport sur la vente des biens de l’Église.  
Le 22 décembre 1790, aux côtés d'Adrien Duport et de Jean-Baptiste Massieu, il est élu secrétaire sous la présidence de Jean-Nicolas Démeunier. Le 20 juillet 1790, il est élu président de l'Assemblée et ses secrétaires sont Sigisbert Étienne Coster, Jean-François Reubell et Louis-Ghislain de Bouteville du Metz.  
Il siège sur les bancs de la gauche de l'Assemblée. Le 20 juin 1789, il prononce le serment du Jeu de Paume. Le 4 mai 1791, il vote pour le rattachement du Comtat Venaissin à la France.

#### Mandat à la Convention
La monarchie constitutionnelle, mise en place par la constitution du 3 septembre 1791, prend fin à l'issue de la journée du 10 août 1791 : les bataillons de fédérés bretons et marseillais et les insurgés des faubourgs de Paris prennent le palais des Tuileries. Louis XVI est suspendu et incarcéré à la tour du Temple.  
En septembre 1792, Jean-Baptiste Treilhard, alors président du tribunal criminel de Paris, est élu député du département de Seine-et-Oise, le septième sur quatorze, à la Convention nationale.  
Treilhard prend part aux institutions de la Convention girondine :  
- Le 27 décembre 1792, il est élu président de la Convention et ses secrétaires sont Jean-Baptiste Salle (député de la Meurthe), Pierre-Louis Manuel (député de la Seine) et Charles Dufriche-Valazé (député de l'Orne)[3].
- Le 26 mars 1793, il est élu membre de la Commission de Salut public puis, le 7 avril, membre du Comité de Salut public, le huitième sur neuf par 167 voix[4]. Lui et son collègue Jean-Baptiste-Robert Lindet (député de l'Eure) quittent le Comité le 12 juin et son remplacés par Jean-Bon Saint-André (député du Lot) et Thomas-Augustin de Gasparin (député des Bouches-du-Rhône)[5].

Treilhard siège sur les bancs de la Plaine. Lors du procès de Louis XVI, il vote la mort, rejette l'appel au peuple mais vote en faveur du sursis à l'exécution de la peine. En mai 1793, il est absent lors du scrutin sur la mise en accusation de Jean-Paul Marat. En juin, il est également absent lors du scrutin sur le rétablissement de la Commission des Douze. 
Le 17 juin, Treilhard et Jean-Baptiste-Charles Mathieu-Mirampal (député de l'Oise) sont envoyés en mission dans les départements de la Dordogne, du Lot et de la Gironde. Ils sont tous les deux rappelés le 20 juillet sur motion de Joseph Laignelot (député de la Seine) et de Pierre Roux-Fazillac (député de la Dordogne) qui affirment qu'ils « prêchent le modérantisme ».   
Le 22 septembre, aux côtés de Pierre Auguis (député des Deux-Sèvres) et de Nicolas-François Enlart (député du Pas-de-Calais) à Marly pour contrôler la liste civile de Louis XVI.  
Treilhard ne prend part à la chute de Robespierre mais participe aux institutions de la Convention thermidorienne. Le 13 thermidor an II (le 31 juillet 1794), il est réélu membre du Comité de Salut public, le sixième et dernier par 191 voix. Il est réélu membre du Comité le 15 floréal an III (4 mai 1795), le premier sur cinq par 276 voix.   
En nivôse an III (décembre 1794), Treilhard est renvoyé en mission dans les départements de la Gironde, alors appelé département du « Bec-d'Abès », et du Lot-et-Garonne.  

Le 12 messidor an III (le 30 juin 1795), au nom du Comité de Salut public et du Comité de sûreté générale, Treilhard propose que Marie-Thérèse de France soit échangée soit échangée contre les prisonniers politiques détenus par l’Autriche :
La Convention nationale déclare qu'au même instant où les cinq représentants du peuple, les ministres, les ambassadeurs Français et les personnes de leur suite, livrés à l'Autriche, ou arrêtés et détenus par ses ordres, seront rendus à la liberté ; [...] la fille du dernier roi des Français sera remise à la personne que le gouvernement autrichien délèguera pour la recevoir [...].

#### Sous leDirectoire

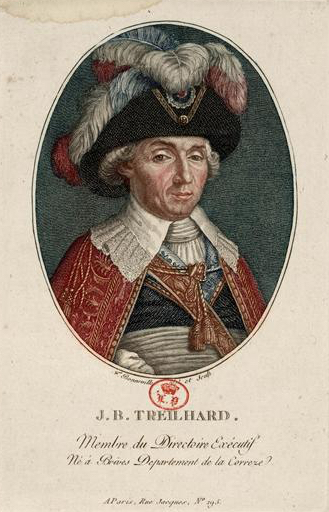
Gravure du Directeur Treilhard.

En 1796, il fait adopter le principe de l’échange de la fille de Louis XVI, Marie-Thérèse Charlotte, future duchesse d’Angoulême, contre les commissaires aux armées trahis et livrés par le général Dumouriez passé à l’ennemi et détenus par les Autrichiens.
Dans son discours du 1er pluviôse an IV (21 janvier 1796, il prononce un serment de haine à la royauté, à l'occasion de l'anniversaire de l'exécution de Louis XVI.
Après l'avoir nommé ambassadeur à Naples (octobre 1797), le Directoire le nomme ministre plénipotentiaire au congrès de Rastadt (décembre 1797). Président du Conseil des Cinq-Cents, il devient membre du Directoire, le 15 mai 1798 (26 floréal an VI) en remplacement de François de Neufchâteau. Il sera président du Directoire du 24 août au 27 novembre 1798.
Le 17 juin 1799, son élection comme membre du Directoire est invalidée par une résolution du Conseil des Anciens, au motif d'inéligibilité.

### Sous le Consulat et l'Empire

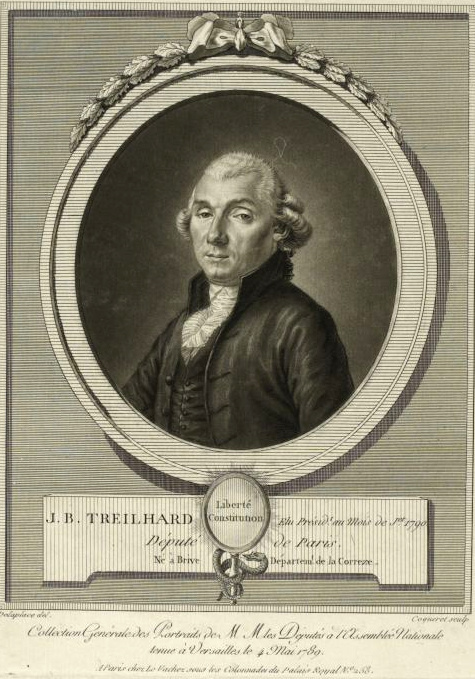
Portrait de Treilhard, comte d'Empire et ministre d'État par Pierre-Charles Coqueret. (Musée de la Révolution française).

Après le coup d'État du 18 Brumaire, durant le Consulat, il est nommé le 4 avril 1800 vice-président du tribunal d’appel du département de la Seine, et en devient président le 1er janvier 1802. Il préside la section de législation au Conseil d'État, en 1802, et participe à la rédaction du Code civil français, du Code pénal, du Code d'instruction criminelle et du Code du commerce en collaboration étroite avec Cambacérès, Tronchet et Jean Étienne Marie Portalis, Bigot de Préameneu, Berlier et Réal Lors de la proclamation de l'Empire, il avait été chargé de donner communication au Tribunat du sénatus-consulte organique du 28 floréal an XII. Grand officier de la Légion d'honneur le 14 juin 1804, il est fait comte de l'Empire le 24 avril 1808.
À propos de la nécessité d'organiser le travail des condamnés dans les prisons pour remédier à la criminalité, le comte Jean-Baptiste Treilhard, dans son rapport sur les motifs du code d'instruction criminelle de 1808, écrit : « L'ordre qui doit régner dans les maisons de force peut contribuer puissamment à régénérer les condamnés ; les vices de l'éducation, la contagion des mauvais exemples, l'oisiveté ont enfanté des crimes. Eh bien, essayons de fermer toutes ces sources de corruption ; que les règles d'une morale saine soient pratiquées dans les maisons de force ; qu'obligés à un travail qu'ils finiront par aimer, les condamnés y contractent l'habitude, le goût, et le besoin de l'occupation ; qu'ils se donnent respectivement l'exemple d'une vie laborieuse ; elles deviendront bientôt une vie pure (…). »
Le 30 mars 1809 il devient ministre d'État, fonction qu'il occupera jusqu'à sa mort.
En 1810, lors d'un débat parlementaire à propos de la réforme des institutions judiciaires, Treilhard précise que les membres des cours prendront désormais le titre de « Conseillers de sa majesté » afin de rappeler le « souvenir de grands talents et de grandes vertus ». (Archives parlementaires, 2e série, Tome X, p. 699). 

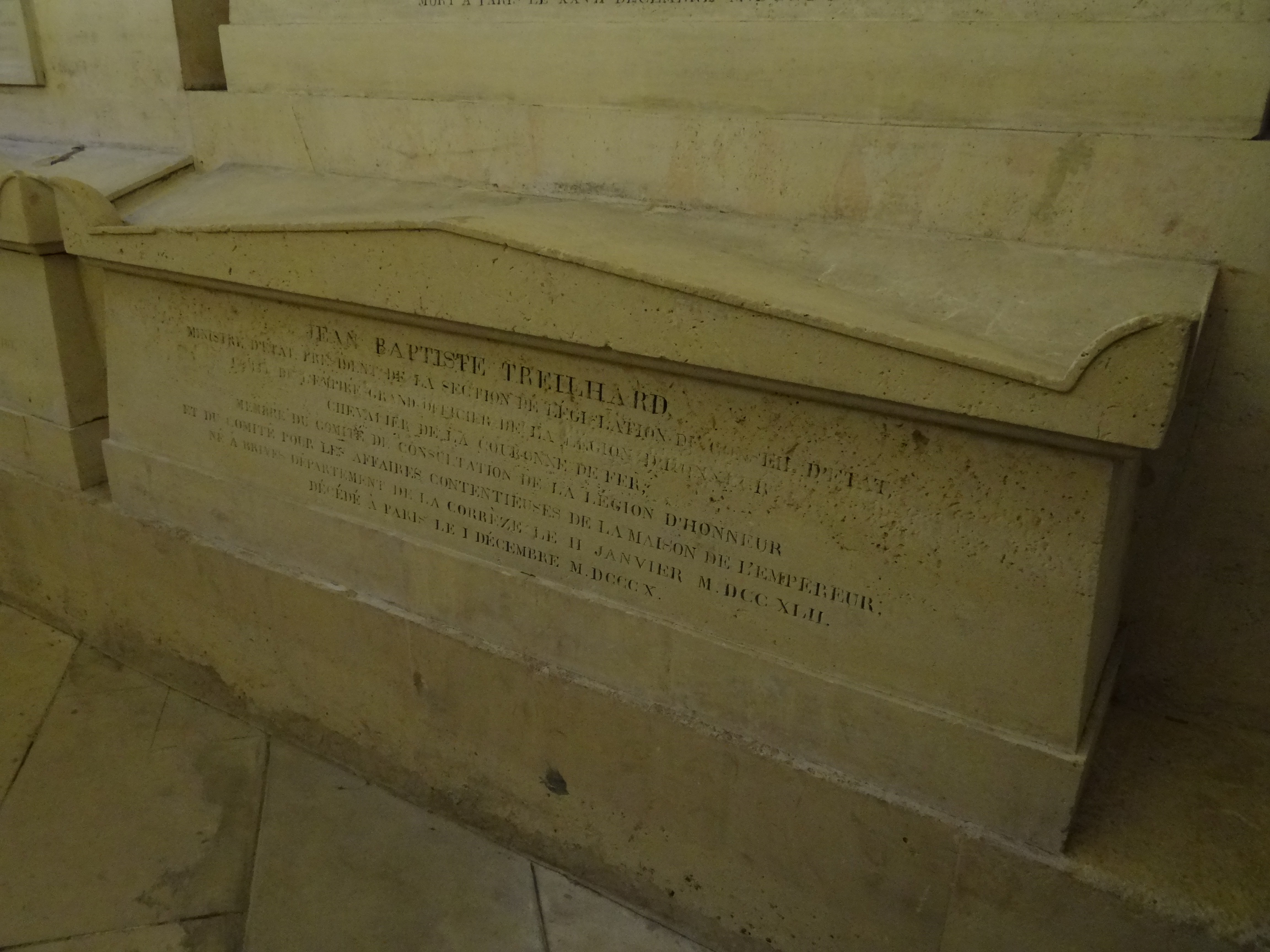
Le tombeau de Jean-Baptiste Treilhard au Panthéon.

Jean-Baptiste Treilhard s'éteint le 1er décembre 1810 à 19 heures, en son hôtel de la rue des Maçons à Paris. Comme dignitaire de l'Empire, il est inhumé au Panthéon le 5 décembre 1810 à 14 heures dans le caveau no III. Les obsèques religieuses sont célébrées à 12 heures en l’église Saint-Étienne du Mont. Les quatre coins du drap mortuaire sont portés par Regnaud de Saint-Jean-d’Angély, ministre d’État, le comte Andréossy, président de la section de la guerre, le comte Berlier, conseiller d’État et le comte Defermon, ministre d’État qui prononce l’éloge funèbre.

### Vie familiale
Marié à Edmée Elisabeth Boudot, fille d'Étienne Edme Boudot, procureur au Châtelet de Paris et conseiller au Conseil de Monsieur, et d'Augustine Marie Chaulet, et petite-fille de Jean Boudot, Jean-Baptiste Treilhard est le père de Achille Libéral Treilhard, le beau-père d'André Pierre Étienne Abrial et le grand-père de l'épouse de Georges L'Hopital.
Il est l'oncle du général-baron Annet-Antoine Couloumy.

### Sources
Les papiers personnels de Jean-Baptiste Treilhard sont conservés aux Archives nationales sous la cote 117AP 

## Sources primaires
- 1789 - Opinion de M. Treilhard, sur le rapport du Comite des finances, du 18 decembre 1789, au sujet de la Caisse d'escompte ; et motion sur l'alienation de quelques portions de possessions, dites ecclesiastiques, & sur l'administration de toutes. A Paris: Chez Baudouin
- 1789 - Opinion de M. Treilhard, sur la propriété des possessions du clergé. A Paris: Chez Baudouin
- 1789 - Résumé de l'opinion de M. Treilhard sur le droit de sanction. A Versailles: Chez Baudouin
- 1790 - Opinion de m. Treilhard sur le rapport du Comité ecclésiastique concernant l'organisation du clergé.  Paris: Chez Baudouin Imprimeur de l'assemblee
- 1790 - Lettre de M. Treilhard aux auteurs de la feuille qui a pour titre, l'Ami du roi, des François, de l'ordre & sur-tout de la vérité. A Paris: De l'Imprimerie nationale
- 1792 - Jean-Baptiste Treilhard aux membres du tribunal criminel du 17 août. Paris: De l'imprimerie de Cl. Simon
- 1793 - Récit exact de la conduite tenue à l'égard des membres de la Convention nationale délégués dans le département de la Gironde, par les membres des autorités constituées, se disant réunis en Commission populaire de salut public, à Bordeaux. Paris: De l'Imprimerie nationale
- 1796 - Opinion prononcée par Treilhard sur la question intentionnelle. Séance du 4 vendémiaire, an 5. Paris: De l'Imprimerie nationale
- 1796 - Opinion de Treilhard sur le rapport de la loi du 3 brumaire. Séance du premier brumaire, an V. A Paris: De l'Imprimerie nationale
- 1796 - Projets de résolutions présentés au Conseil des cinq-cents par Treilhard. Sénace du 15 prairial de l'an IV. A Paris: De l'Imprimerie nationale
- 1796 - Second discours sur la question intentionnelle. A Paris: De l'Imprimerie nationale

## Hommages posthumes

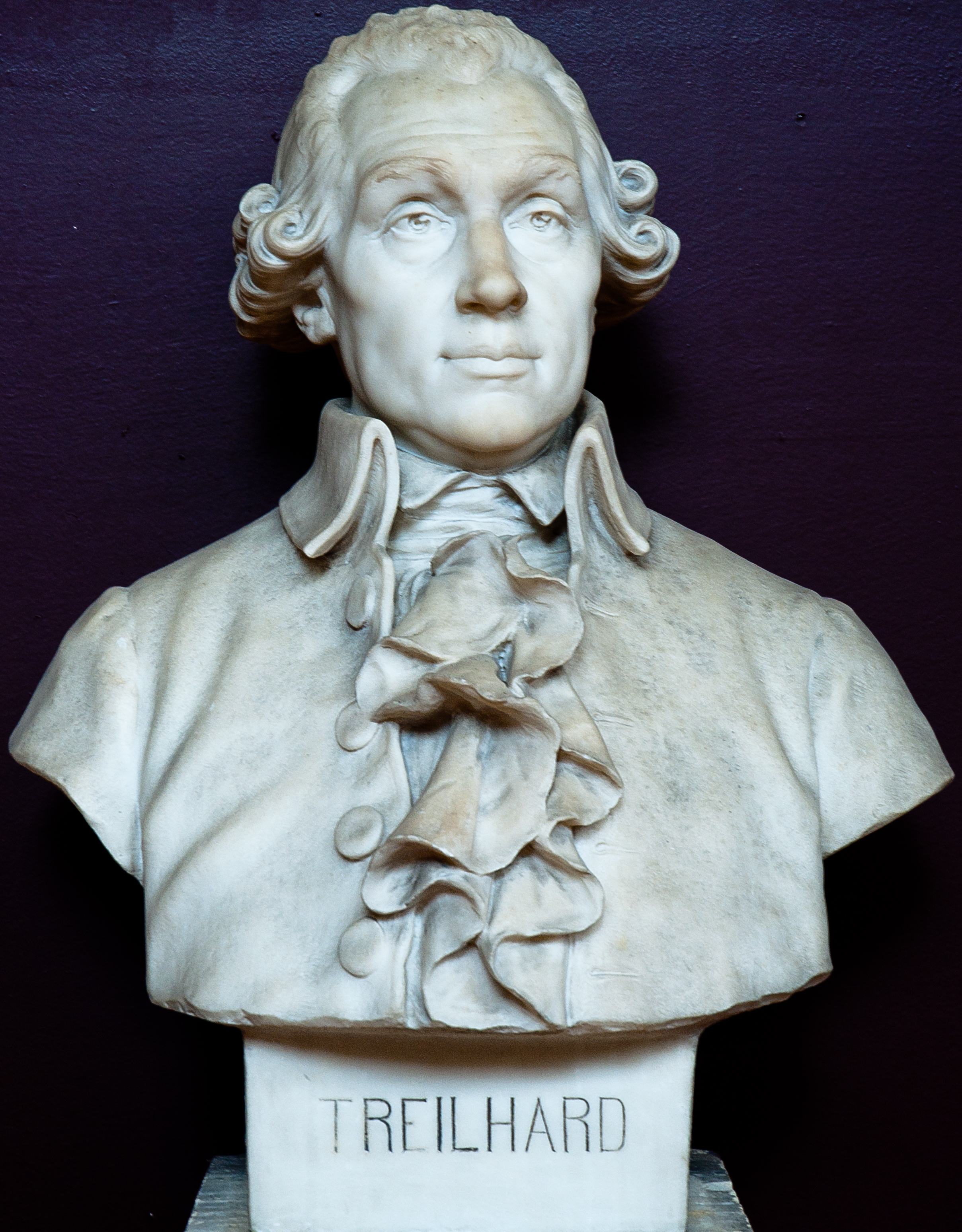
Auguste Maillard, Buste de Jean-Baptiste Treilhard (1893), marbre, Versailles, salle du Jeu de paume.

- Une rue Treilhard, longue de 265 mètres, a été ouverte en 1865, par la ville de Paris, dans le 8e arrondissement de Paris, dans le quartier de l'Europe, sur les terrains provenant de l'ancien abattoir du Roule. Elle commence rue de la Bienfaisance au no 40 et rue de Miromesnil au no 67 et finit place de Narvik au no 6.

- Le buste de Jean-Baptiste Treilhard par Joseph Osbach († 1898), réalisé en 1877, figure — au côté de ceux d'autres célèbres juristes français, tels que Jean Étienne Marie Portalis (1746-1807), Jean Domat (1625-1695), ou Jean-Jacques de Cambacérès (1753-1824) — dans la célèbre galerie des bustes de la Cour de cassation, décorée à la fin du XIXe siècle, lors de la reconstruction du Palais de Justice après l'incendie de 1871.

- Une sculpture (buste de Jean Baptiste Treilhard), réalisée par Auguste Maillard, exposée à Paris au Palais des Champs-Élysées, lors du Salon parisien de 1893, a été achetée par l'État.

## Armoiries
| Figure                            | Blasonnement |
| Blason de Jean-Baptiste Treilhard | Armes de comte Treilhard et de l'Empire (lettres patentes du 24 avril 1808). D'azur à trois palmes d'or, ordonnées 2 et 1, posées en bande ; au franc-canton brochant. |